# Война в Юте
Ютская война (англ. Utah War) — конфликт 1857—1858 годов между федеральным правительством США и мормонами в Территории Юта.

## Причины и предпосылки
С 1850 года, когда была создана Территория Юта, федеральные власти начали получать жалобы на доминирование мормонов и насильственное пропагандирование их обычаев, особенно многожёнства. Эти настроения подогревались ложными сообщениями о бунте, которые местные представители федеральных властей передавали в Вашингтон.
В 1857 президент США Джеймс Бьюкенен назначил не входящего в общество мормонов Альфреда Камминга губернатором Территории Юта, сместив мормона Бригама Янга. Мормоны выступили против.

## Ход войны
В мае 1857 года президент США послал 2,5 тысячи бойцов в Юту.
В сентябре 1857 года произошло нападение мормонов из Южного батальона Легиона Наву и индейцев пайютов на переселенцев, которые двигались из Арканзаса в Калифорнию. Это событие получило название «резня в Маунтин-Мидоуз». Погибло 120 переселенцев, включая женщин и детей.
Мормоны опасались мести и уничтожили армейские арсеналы, чтобы предотвратить приход армии до лета 1858 года. В июне 1858 войска США вошли в город Солт-Лейк-Сити.

## Итоги войны
Камминг занял пост губернатора. Федеральные власти и местное мормонское население продолжили конфликтовать, что препятствовало приёму Юты в состав США до 1896 года.